# Bolinder strand

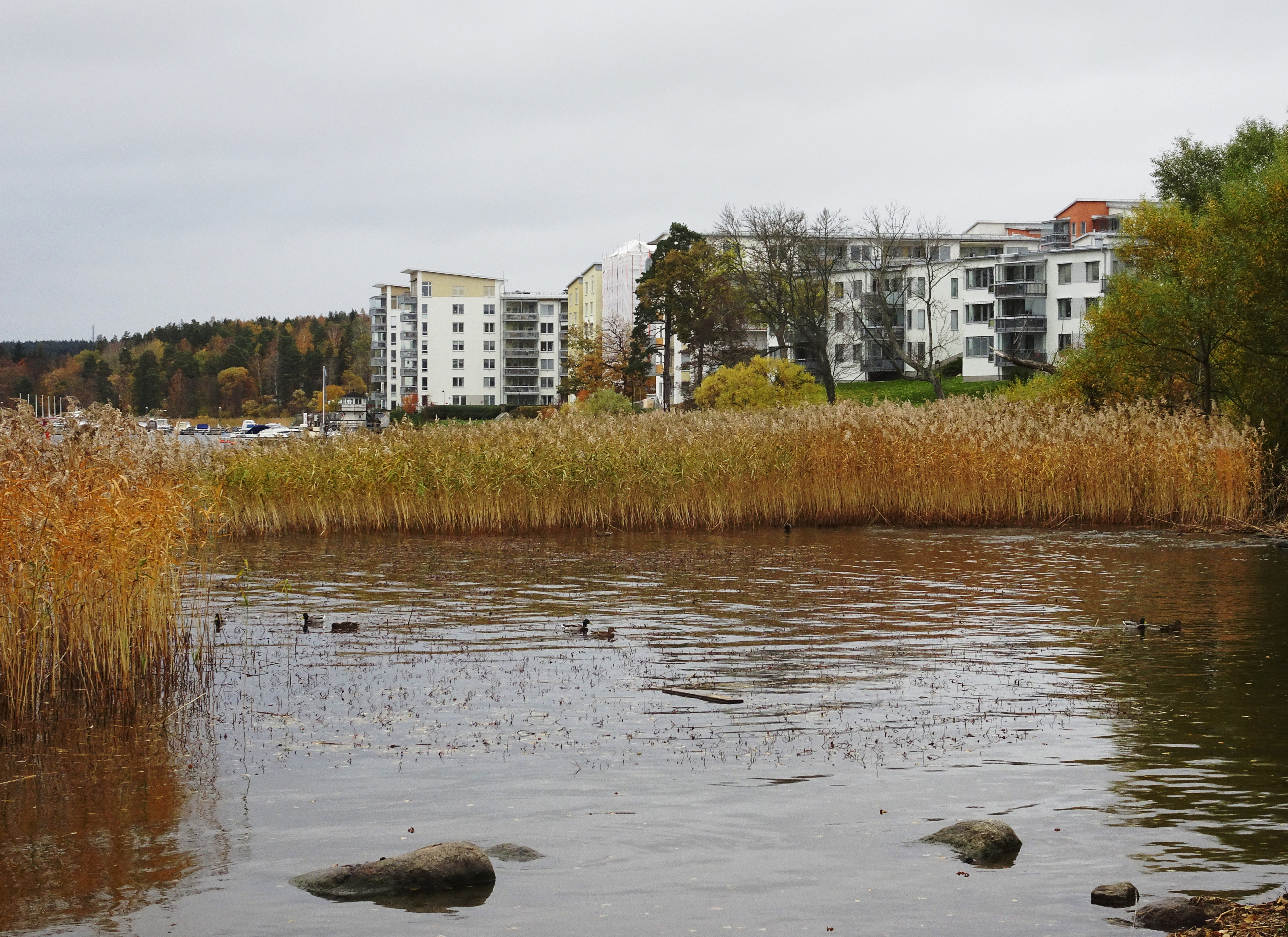
Bolinder strand, oktober 2018.

Bolinder strand är ett bostadsområde beläget vid Mälaren inom kommundelen Kallhäll-Stäket i Järfälla kommun, Stockholms län. Området är ett tidigare fabriksområde uppfört och använt av verkstadsföretaget Bolinders.

## Historia

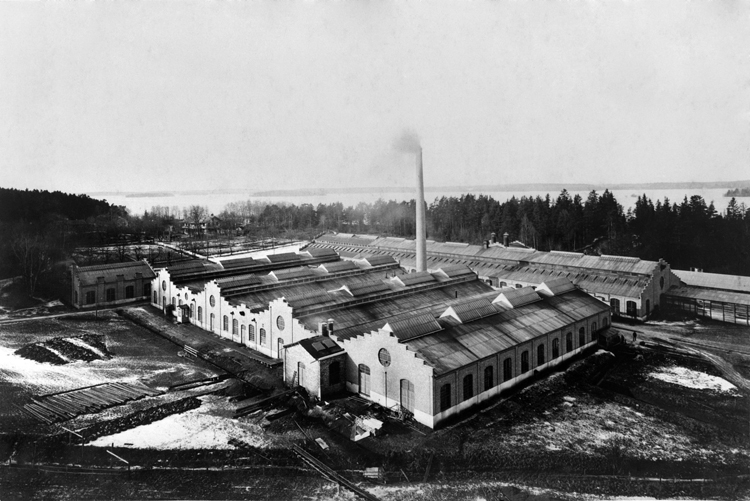
Området på Bolinders tid, 1913.

Industrialisten Erik August Bolinder förvärvade vid 1800-talets slut Kallhälls gård för att exploatera som fabriksområde. Bolinders tidigare etablering på Kungsholmen i Stockholm ansågs mindre passande för fortsatt expansion. Utöver de större ytorna så låg Kallhäll dels vid Mälaren vilket möjliggjorde sjötransporter, dels vid Mälarbanan vilket möjliggjorde järnvägstransporter. Kallhälls station uppfördes för att betjäna fabriksanläggningarna. År 1900 etablerades Bolinders första verksamhet i form av ett gjuteri i Kallhäll.
Bolinders kom att delas upp och Kallhällsdelen bildade Bolinders Fabriks AB. År 1956 inköptes Bolinders Fabriks AB av Svenska Maskinverken som flyttade sin tillverkning, som då främst bestod av värmepannor och var förlagd till Södertälje, Jönköping och Kolsva, till Bolinders anläggningar i Kallhäll. Där fortsatte verksamheten fram till 1979, då den efter flera ägarskiften övertogs av Götaverken Ångteknik AB, vilket var en del av Svenska Varv AB, och flyttades till Göteborg. Det gamla industriområdet låg därefter relativt oförändrat under många år och lokalerna hyrdes ut till olika företag.

## Bostadsbyggande och upprustning
I början av 2000-talet inledde byggföretaget JM ett större ombyggnadsprojekt på det gamla fabriksområdet som marknadsförs under namnet Bolinder strand. År 2001 antogs den nu gällande detaljplanen som medger att bygga ut området med omkring 500 till 600 lägenheter. I området integrerades även Bolinders gamla industrilokaler med sina röda tegelfasader och trappstegsgavlar. Bland hyresgästerna finns Haglöfs som har sitt huvudkontor på området. Även Kallhälls gård ingår och blev ombyggd till bostadsrättslägenheter.
Bostadsområdets kvarter gavs sjöfartsrelaterade namn som Kajutan, Seglet, Måsen och Ankaret. Vägnamnen har anknytning till personer som var verksamma på Bolinder, exempelvis Stellan Mörner (Stellan Mörners väg), Kristoffer Huldt (Kristoffer Huldts väg) och Birger Dahlerus (Birger Dahlerus väg). År 2018 är projektet i det närmaste avslutat.

## Bilder

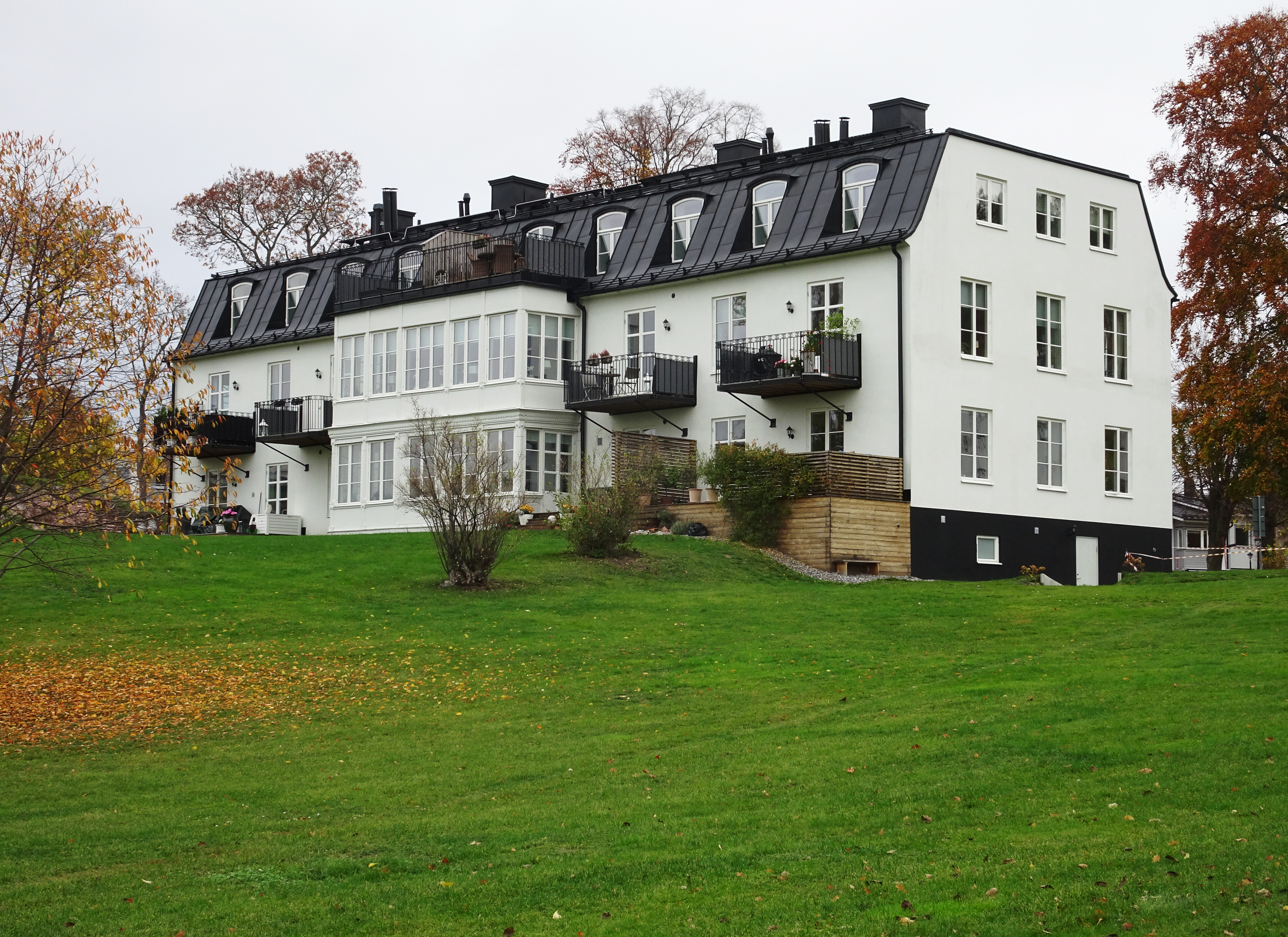
Kallhälls gård.
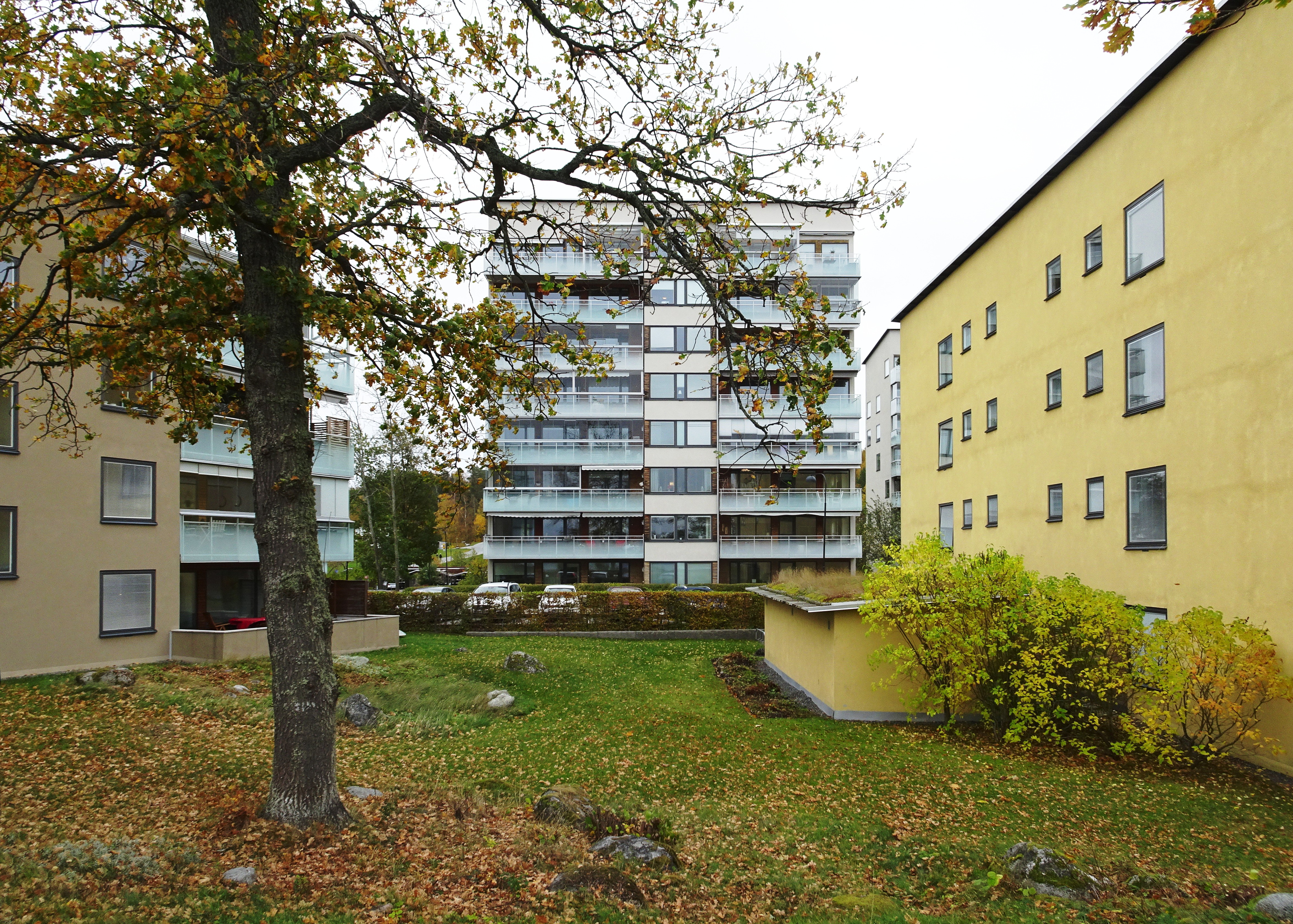
Bostäder vid Bolinder strand.
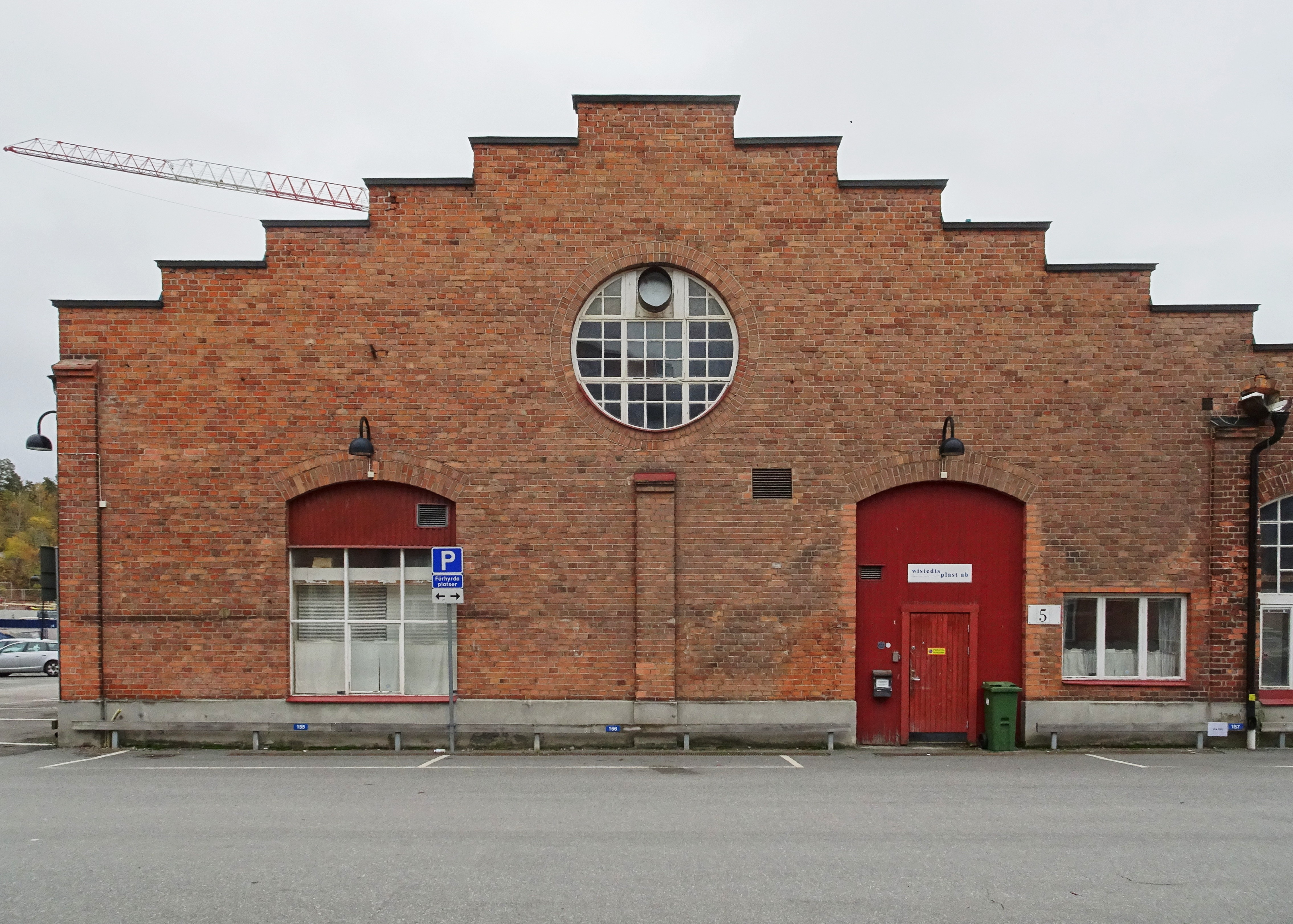
Bolinders gamla fabriksanläggning.
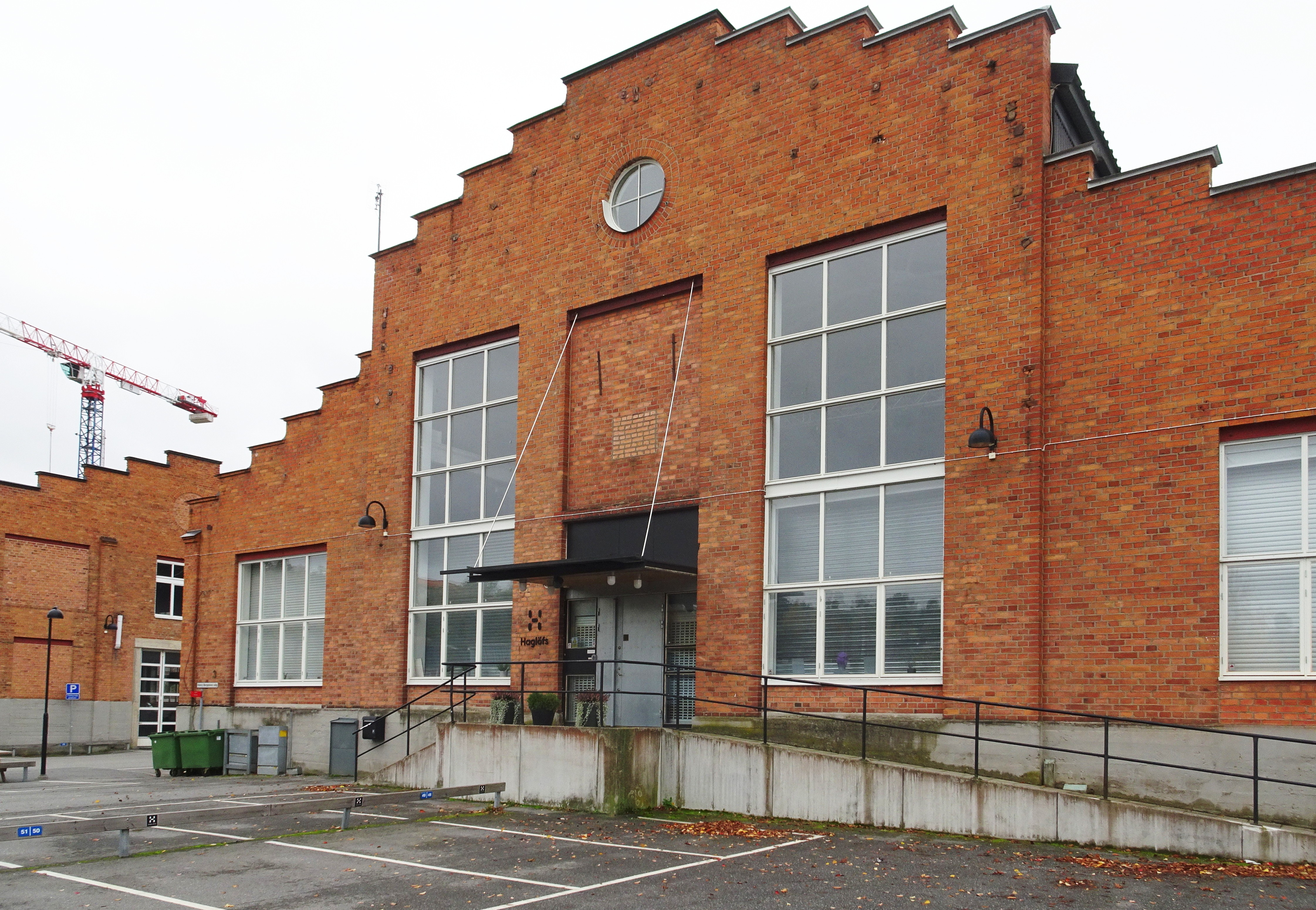
Bolinders gamla fabriksanläggning.